# Rádio Pop Rio
Rádio Pop Rio FM é uma emissora de rádio comunitária brasileira com sede no Rio de Janeiro, capital do estado homônimo. Opera no dial FM, na frequência 98,7 MHz e tem sua programação retransmitida em tempo real 24h pelos apps Deezer e Claro Música 

## Equipe
Diretor presidente:
Armando Pinheiro Guimarães
Diretora operacional:
Lady Labonde
Coordenação geral:
Matheus Vicente
Coordenação marketing e mídias sociais:
Larissa Pinto
Locutores/Colaboradores:
- Ademir Espirito Santo
- Armando Pinheiro Guimarães
- Celio Ramos
- Lady Labonde
- Matheus Vicente
- João Luiz Azevedo
- Equipe Comunicoop
- Antônio Rangel
- Chuchu Lewis
- Rodrigo Silveira
- Claudinho DVD
- Pinah
- Toninho Bondade

## Ligações Externas
Rádio Pop Rio no Facebook
Rádio Pop Rio no X
Rádio Pop Rio no Instagram
Rádio Pop Rio no Youtube